# هيدلاند
هيدلاند (بالإنجليزية: Headland)‏ هي مدينة أمريكية تقع في ولاية ألاباما.تبلغ مساحة هذه المدينة 41.5 (كم²)،ويبلغ عدد سكانها 3523 نسمة حسب إحصاء سنة 2010 م.تشير الإحصاءات بأن الكثافة السكانية في هذه المدينة تقدر بـ(84.9) نسمة/كم2.

## التركيبة السكانية
حدّد مكتب تعداد الولايات المتحدة بيانات التركيبة السكانية لهيدلاند في تعداد الولايات المتحدة. في ما يلي، التركيبة السكانية حسب تعدادي 2000 و2010.

### تعداد عام 2000
بلغ عدد سكان هيدلاند 3,523 نسمة بحسب تعداد عام 2000، وبلغ عدد الأسر 1,423 أسرة وعدد العائلات 1,028 عائلة مقيمة في المدينة. في حين سجلت الكثافة السكانية 44.8 نسمة لكل كيلومتر مربع (116.0/ميل2). وبلغ عدد الوحدات السكنية 1,516 وحدة بمتوسط كثافة قدره 19.3 لكل كيلومتر مربع (50.0/ميل2).
وتوزع التركيب العرقي للمدينة بنسبة 67.53% من البيض و31.28% من الأمريكيين الأفارقة و0.20% من الأمريكيين الأصليين و0.09% من الأمريكيين ذوي الأصول الآسيوية و0.03% من الأعراق الأخرى و0.88% من عرقين مختلطين أو أكثر و0.20% من الهسبانيون أو اللاتينيون من أي عرق.
بلغ عدد الأسر 1,423 أسرة كانت نسبة 38% منها لديها أطفال تحت سن الثامنة عشر تعيش معهم، وبلغت نسبة الأزواج القاطنين مع بعضهم البعض 50.5% من أصل المجموع الكلي للأسر، ونسبة 18.7% من الأسر كان لديها معيلات من الإناث دون وجود شريك، بينما كانت نسبة 3% من الأسر لديها معيلون من الذكور دون وجود شريكة وكانت نسبة 27.8% من غير العائلات. تألفت نسبة 25.7% من أصل جميع الأسر من عدة أفراد يعيشون في نفس المنزل ونسبة 12% كانت تتألف من شخص يعيش بمفرده يبلغ من العمر 65 عاماً أو أكثر. وبلغ متوسط حجم الأسرة المعيشية 2.47، أما متوسط حجم العائلات فبلغ 2.94.
بلغ العمر الوسطي للسكان 37.2 عاماً. وكانت نسبة 25.9% من القاطنين تحت سن الثامنة عشر، وكانت نسبة 8.1% بين الثامنة عشر والرابعة والعشرين عاماً، ونسبة 26.8% كانت واقعةً في الفئة العمرية ما بين الخامسة والعشرين والرابعة والأربعين عاماً، ونسبة 24.3% كانت ما بين الخامسة والأربعين والرابعة والستين، ونسبة 14.4% كانت ضمن فئة الخامسة والستين عاماً فما فوق. يوجد لكل 100 أنثى 85.2 ذكر، ويوجد لكل 100 أنثى في الثامنة عشر من عمرها فما فوق 78.5 ذكر.
بلغ متوسط دخل الأسرة في المدينة 34,388 دولارًا، أما متوسط دخل العائلة فبلغ 42,150 دولارًا. وكان متوسط دخل الذكور 33,500 دولارًا مقابل 20,165 دولارًا للإناث. وسجل دخل الفرد الخاص بالمدينة 17,069 دولارًا. وكانت نسبة 10.6% من العائلات ونسبة 14.7% من السكان تحت خط الفقر، وكان من هؤلاء نسبة 20.8% تحت سن الثامنة عشر ونسبة 15% في الخامسة والستين من العمر وما فوق.

## معرض صور

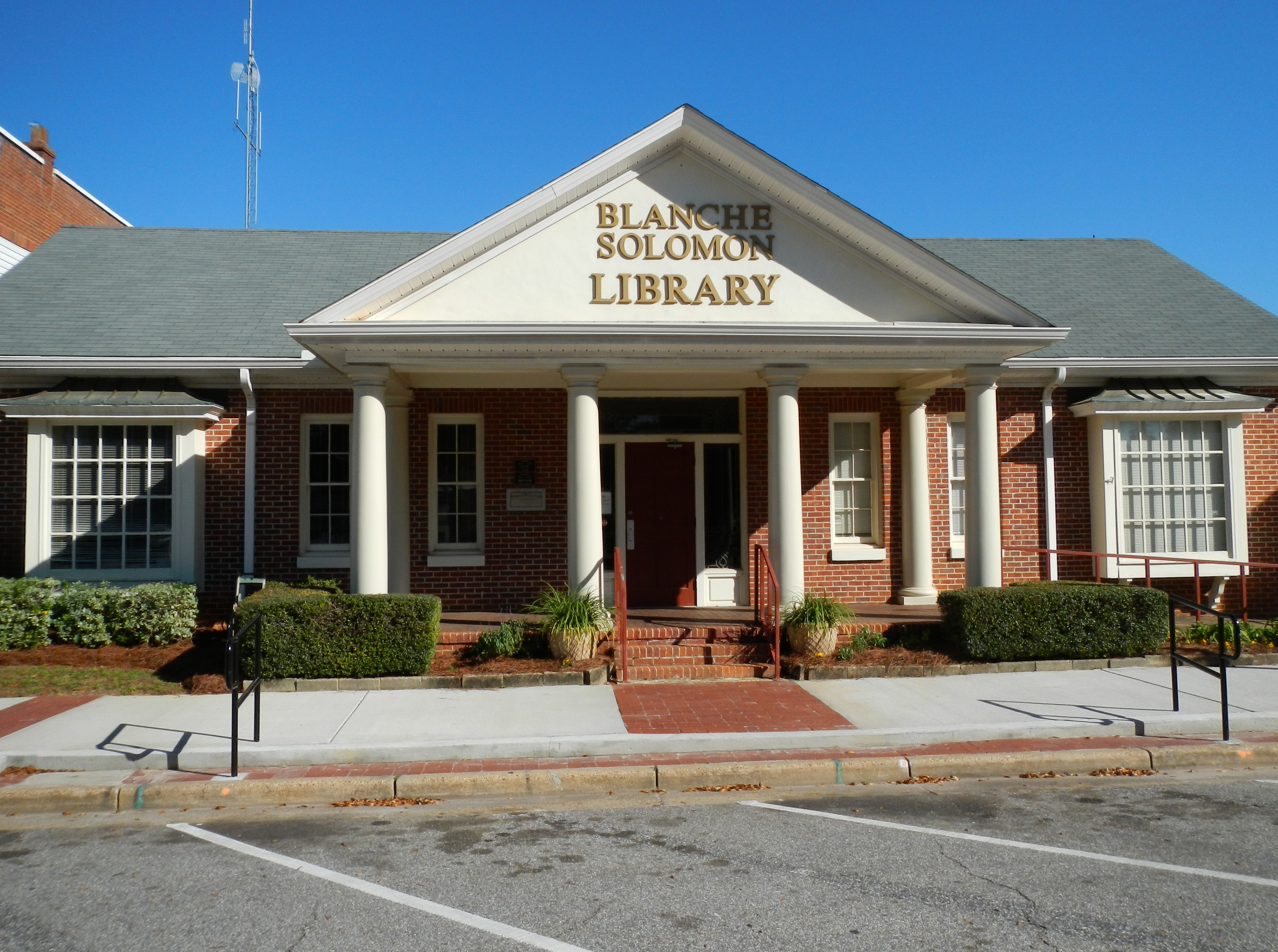
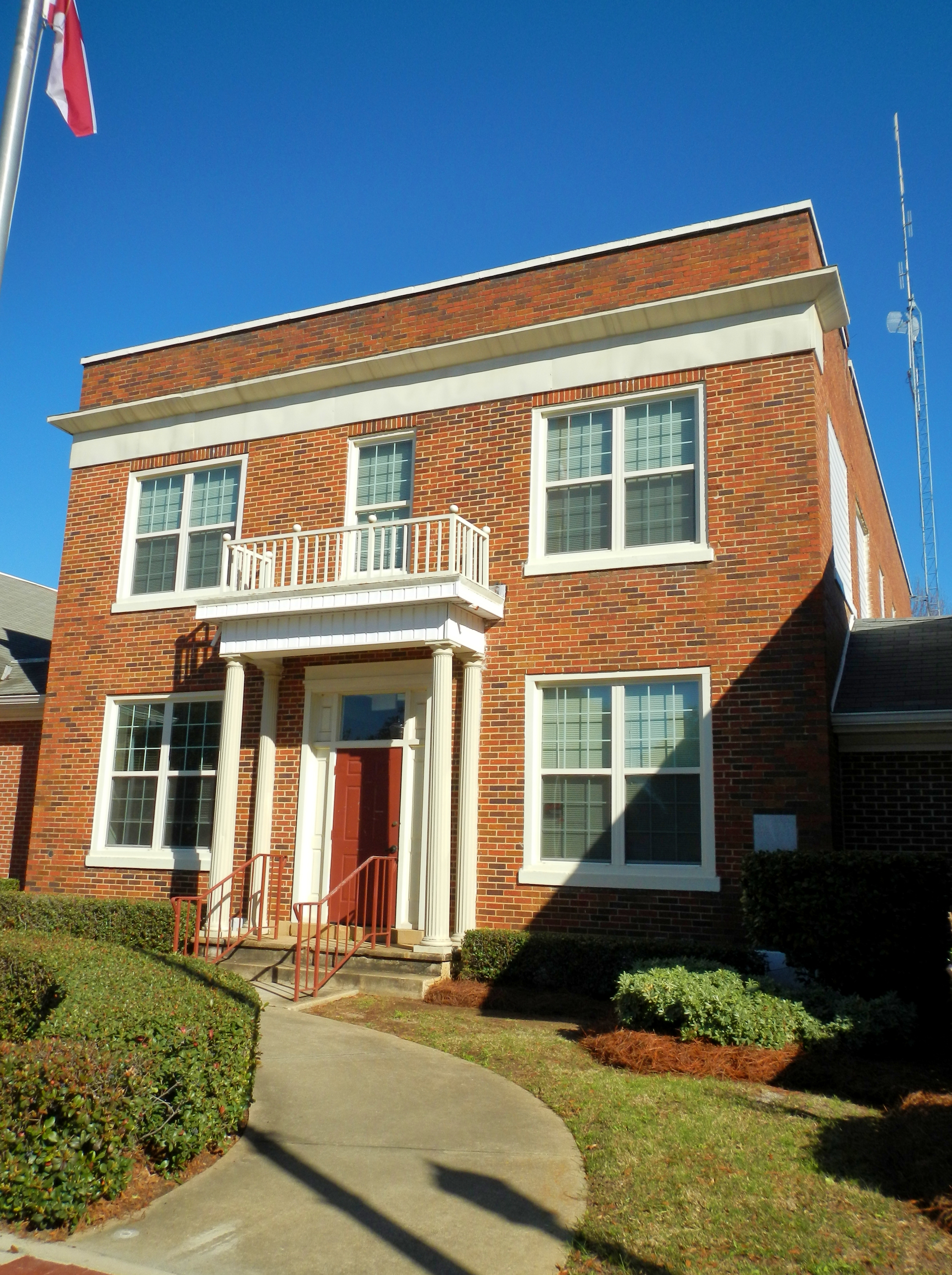
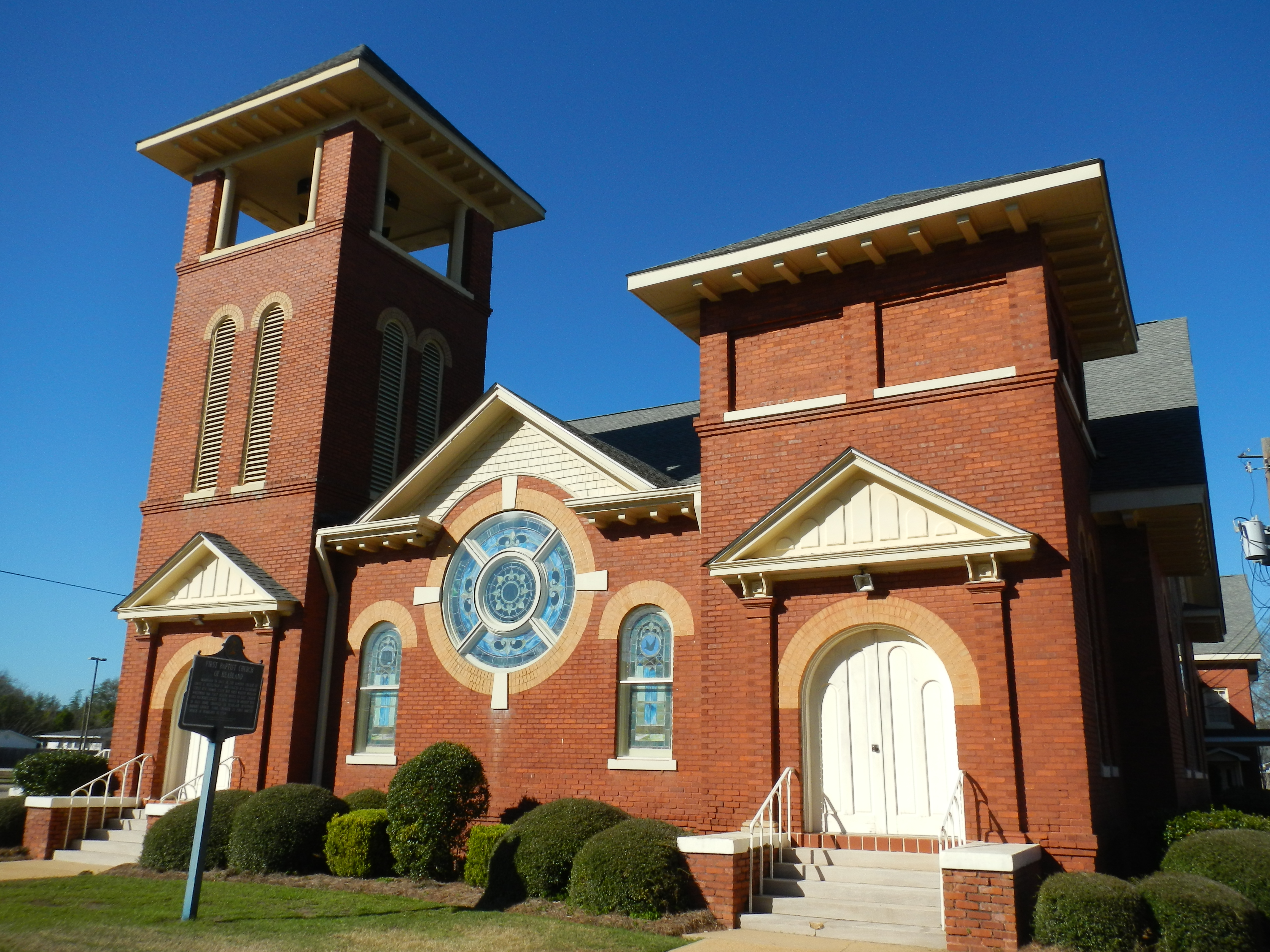

### تعداد عام 2010
بلغ عدد سكان هيدلاند 4,510 نسمة بحسب تعداد عام 2010، وبلغ عدد الأسر 1,799 أسرة وعدد العائلات 1,291 عائلة مقيمة في المدينة. في حين سجلت الكثافة السكانية 57.4 نسمة لكل كيلومتر مربع (148.7/ميل2). وبلغ عدد الوحدات السكنية 1,949 وحدة بمتوسط كثافة قدره 24.8 لكل كيلومتر مربع (64.2/ميل2).
وتوزع التركيب العرقي للمدينة بنسبة 70.11% من البيض و27.45% من الأمريكيين الأفارقة و0.40% من الأمريكيين الأصليين و0.27% من الأمريكيين ذوي الأصول الآسيوية و0.62% من الأعراق الأخرى و1.15% من عرقين مختلطين أو أكثر و1.44% من الهسبانيون أو اللاتينيون من أي عرق.
بلغ عدد الأسر 1,799 أسرة كانت نسبة 35.9% منها لديها أطفال تحت سن الثامنة عشر تعيش معهم، وبلغت نسبة الأزواج القاطنين مع بعضهم البعض 50.1% من أصل المجموع الكلي للأسر، ونسبة 17.7% من الأسر كان لديها معيلات من الإناث دون وجود شريك، بينما كانت نسبة 3.9% من الأسر لديها معيلون من الذكور دون وجود شريكة وكانت نسبة 28.2% من غير العائلات. تألفت نسبة 25.3% من أصل جميع الأسر من عدة أفراد يعيشون في نفس المنزل ونسبة 12.3% كانت تتألف من شخص يعيش بمفرده يبلغ من العمر 65 عاماً أو أكثر. وبلغ متوسط حجم الأسرة المعيشية 2.50، أما متوسط حجم العائلات فبلغ 2.99.
بلغ العمر الوسطي للسكان 38.3 عاماً. وكانت نسبة 25.6% من القاطنين تحت سن الثامنة عشر، وكانت نسبة 6.7% بين الثامنة عشر والرابعة والعشرين عاماً، ونسبة 26.6% كانت واقعةً في الفئة العمرية ما بين الخامسة والعشرين والرابعة والأربعين عاماً، ونسبة 27% كانت ما بين الخامسة والأربعين والرابعة والستين، ونسبة 14.1% كانت ضمن فئة الخامسة والستين عاماً فما فوق. وتوزع التركيب الجنسي للسكان بنسبة 45.6% ذكور و54.4% إناث.

## أعلام
- دبليو. توماس ويست